# Наварова, Зузана
Зузана Наварова де Техада (чеш. Zuzana Navarová de Tejada; 18 июня 1959, Градец-Кралове — 7 декабря 2004, Прага) — чешская певица и поэт-песенник.

## Биография
Училась в Карловом университете на факультете философии, изучала чешский и испанский языки по учительской специальности. После окончания стала работать преподавателем испанского в языковой школе. В конце 80-х совмещала выступления и учёбу в консерватории по специальности поп-вокал. С 1980 года выступала с группой Нерез (чеш. Nerez), её первый сольный альбом был выпущен в 1992 году. В 1994 году она записывает альбом с группой Трес (чеш. Tres), а следующие пять альбомов с группой Коа (чеш. Koa). Сочиняла также музыку к спектаклям. Занималась продюсированием. В начале 90-х стала главой фонда поддержки творчества «Надаце Живот умелце» (чеш. Nadace Život umělce).
Долгое время жила на Кубе, где встретила своего мужа. Её вдохновила кубинская музыка, мотивы которой есть во всех её песнях.
Умерла 4 декабря 2004 года в возрасте 45-ти лет от рака и цирроза печени.
Именем Зузаны Наваровой была названа премия в Пражской консерватории.